# Местни избори в Турция (2014)
Местните избори в Турция през 2014 г. се състоят на 31 март, втори тур от изборите се провеждат на 1 юни през същата година.
Преди провеждането на изборите се стига до сблъсъци и престрелки между привърженици на различни кандидати. Има 8 жертви.
В края на деня на изборите при обработени около 90 % от бюлетините, на които управляващата партия печели на много места турския президент Реджеп Ердоган се заканва на опозиционните политически сили в Турция.